# Mozart-ház
A Mozart Ház (németül: Haus für Mozart) a Salzburgi Ünnepi Játékok egyik helyszíne Salzburg óvárosában. 1925-től itt volt az első Festspielhaus, amely 2006-tól a mai nevét viseli (1925-től 1959-ig Festspielhaus, 1960-tól 1962-ig Altes Festspielhaus, 1963-tól 2004-ig Kleines Festspielhaus volt a neve). Főleg operákat és hangversenyeket rendeznek itt.

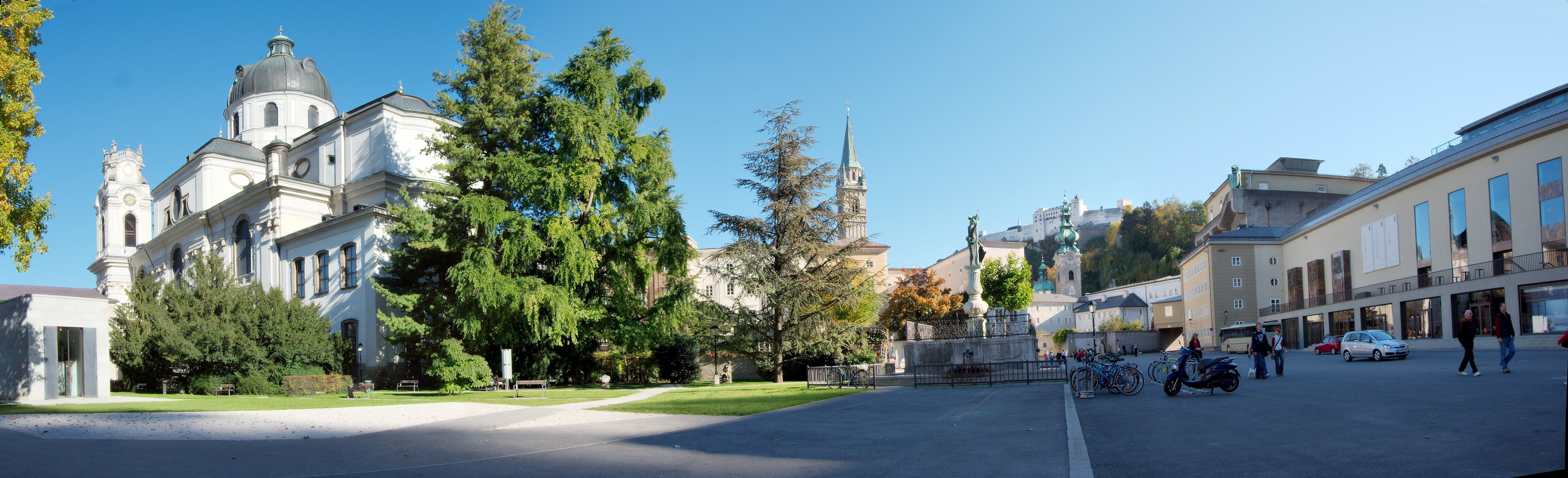
A Kollégiumi templom és a Mozart-ház

## Az első projektek

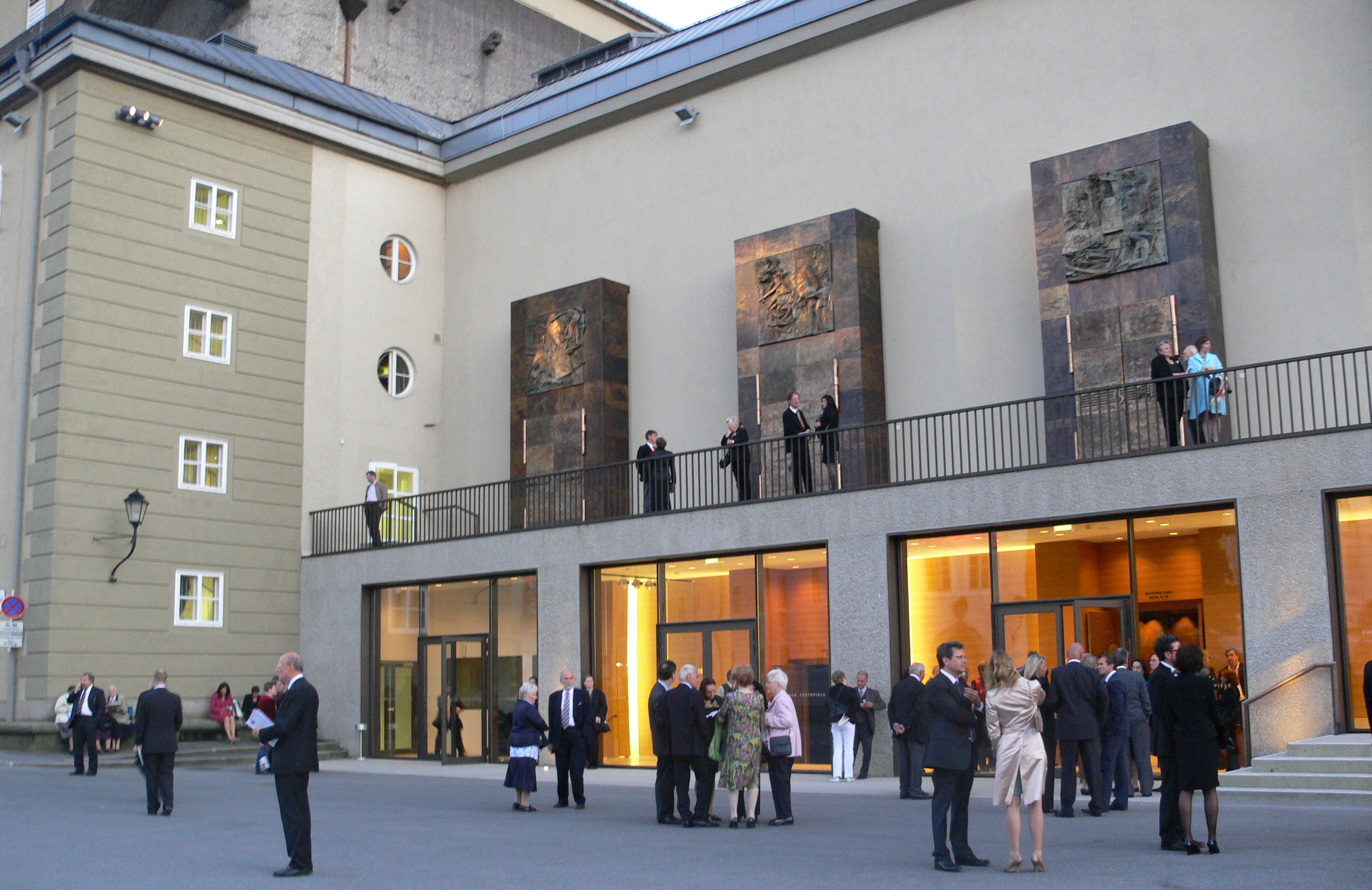
A Mozart-ház

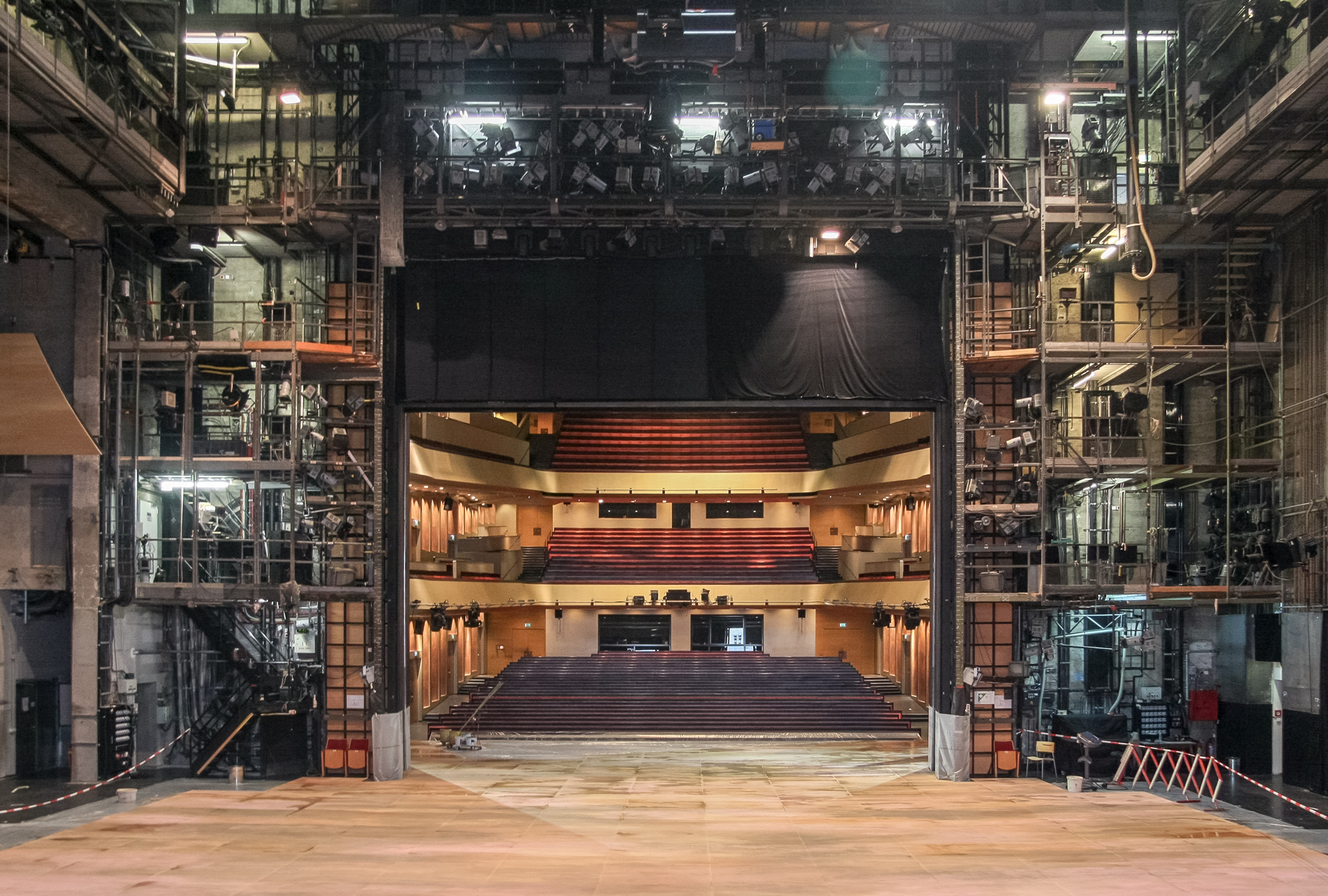
A nézőtér képe a színpadon keresztül

Ifjabb Ferdinand Fellner és Hermann Helmer bécsi építészek fesztiválszínházának első, 1890-ben készült tervei a salzburgi Mönchsbergen nem jutottak túl a tervezési szakaszon.
Hans Poelzig berlini építész készítette el egy fesztiválszínháznak a Hellbrunni kastély parkjába szánt terveit. A projekt azonban nem jutott tovább az 1922-es alapkőletételen: Richard Strauss végrehajtotta a szimbolikus három kalapácsütést, de további építkezés nem történt.

## Eduard Hütter
Az egykori udvari istállót Misztériumszínházzá alakították a salzburgi állami kurátor, Eduard Hütter irányításával. Ez az első salzburgi fesztiválcsarnok, amely 1925-ben nyílt meg Hugo von Hofmannsthal Das Salzburger Große Welttheater című művével, Max Reinhardt rendezésében (a darab premierje 1922-ben a Kollégiumi templomban volt).

## Clemens Holzmeister
Közvetlenül az első évad után a Festspielhaust először Clemens Holzmeister irányításával alakították át, akiJakob Adlhartotés Rudolf Reinhartot bízta meg, és ez alternatív helyszínként mindenki számára elfogadható volt. Az átalakított Festspielhaus első előadása Carlo Gozzi Turandot című drámája volt, amelyet Karl Gustav Vollmoeller adaptált és fordított le olaszból németre, Max Reinhardt pedig 1926 nyarán rendezte meg.
Az első operaelőadás Ludwig van Beethoven Fideliója volt, Franz Schalk vezényletével, Clemens Holzmeister díszleteivel.
1936-ban jött a következő átalakítás, ismét Clemens Holzmeister vezetésével és Arturo Toscanini karmester intenzív tanácsaival, aki első operaelőadásként ismét a Fideliót vezényelte.

## Benno von Arent

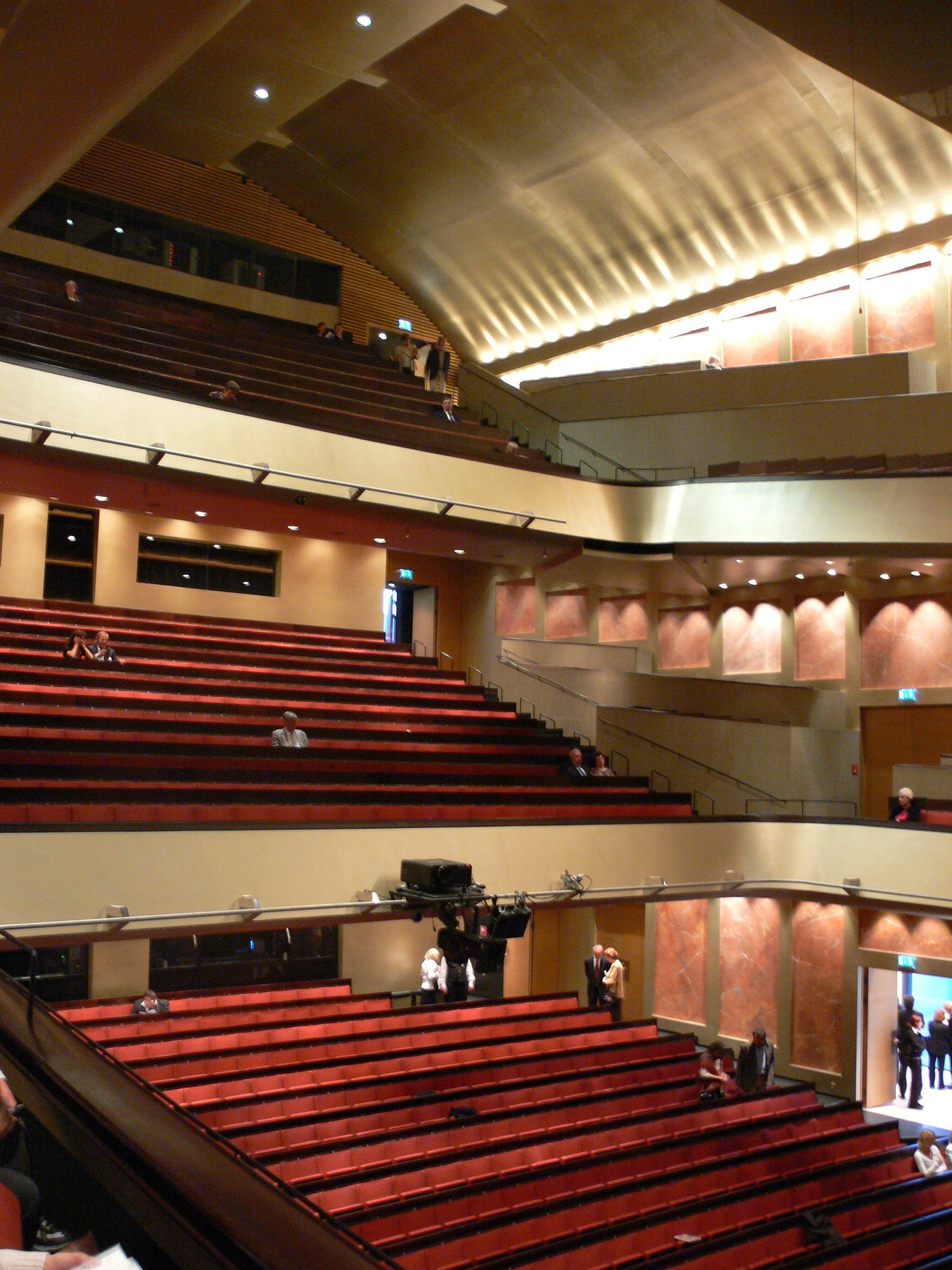
A Mozart-ház nézőtere

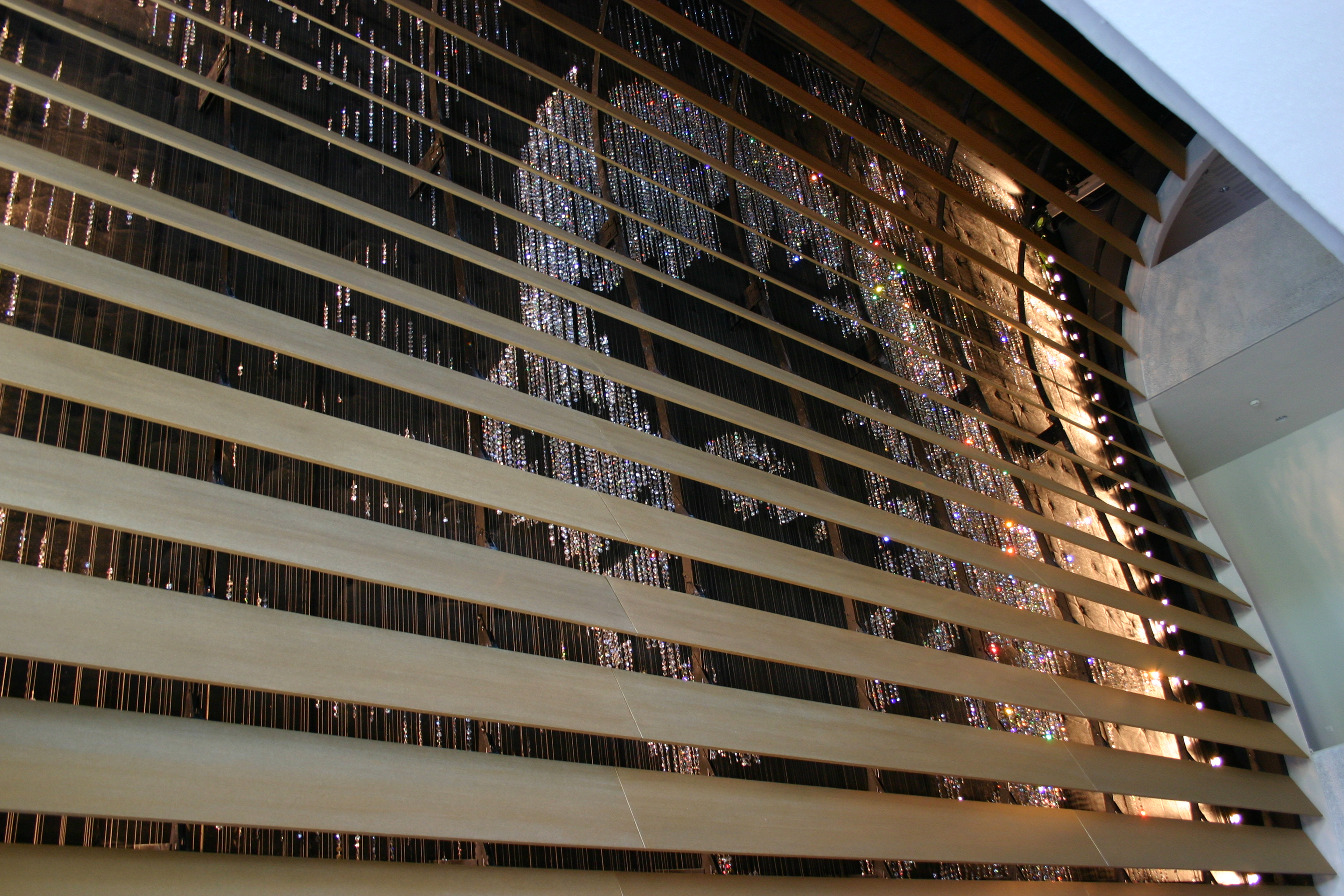
Aranyfal az előcsarnokban

Miután Ausztriát 1938-ban a Német Birodalomhoz csatolták, Anton Faistauer freskói, Anton Kolig mozaikjai és Jakob Adlhart szobrai degenerált művészetnek számítottak, Clemens Holzmeister már nem volt politikailag alkalmas, így a következő átalakítás. a Reichsbühnenbildner (birodalmi színpadépítő) Benno von Arent irányításával történt. Az első előadás Richard Strauss Der Rózsalovagja volt, Karl Böhm vezényletével 1939-ben.

## Hans Hofmann és Erich Engels
A második világháború után eleinte elképzelhetetlen volt a további átalakítás. Először az Új Fesztiválcsarnokot (ma: Nagy Fesztiválcsarnok), ismét Holzmeister tervezte, és 1960-ban nyílt meg, majd a mai Régi Fesztiválcsarnokot alakította ki Hans Hofmann és Erich Engels két salzburgi építész, és 1963-ban nyílt meg újra Mozart Figaro házassága című művével, Lorin Maazel vezényletével.
Akkortól ezt a színpadot Kis Fesztiválteremnek hívták, amit kevesen szerettek, így hamarosan új felújítását tervezték. Miután Clemens Holzmeister 1970-ben áttervezte a Felsenreitschule előadótermét, 1978-ban előterjesztette a terveket, amelyeket később újra átdolgozott, hogy a Felsenreitschule és a Kleines Festspielhaus egyidejűleg használható legyen - de ezek a tervek Herbert von Karajan kedvező véleménye ellenére sohasem valósultak meg.

## Wilhelm Holzbauer és François Valentiny
A 2006-os Mozart-évre utoljára, immár hatodik alkalommal építették át az egykori udvari istállót. Az építészek Wilhelm Holzbauer, Clemens Holzmeister tanítványa és a luxemburgi François Valentiny voltak, azóta Mozart-háznak hívják. Josef Zenzmaier tervezte a három bejárati portált, az előcsarnok aranyfalának tervezésével és legyártásával pedig Michael Hammers német művészt bízták meg. A megnyitó ünnepségen a Figarót, ezúttal Nikolaus Harnoncourt vezényletével adták elő.
A Mozart-ház befogadóképessége ma 1580, amiből 1495 ülőhely és 85 állóhely. 2017 óta nem volt itt Mozart-operaelőadás a Salzburgi Fesztivál keretében.

## Kültéri orgona

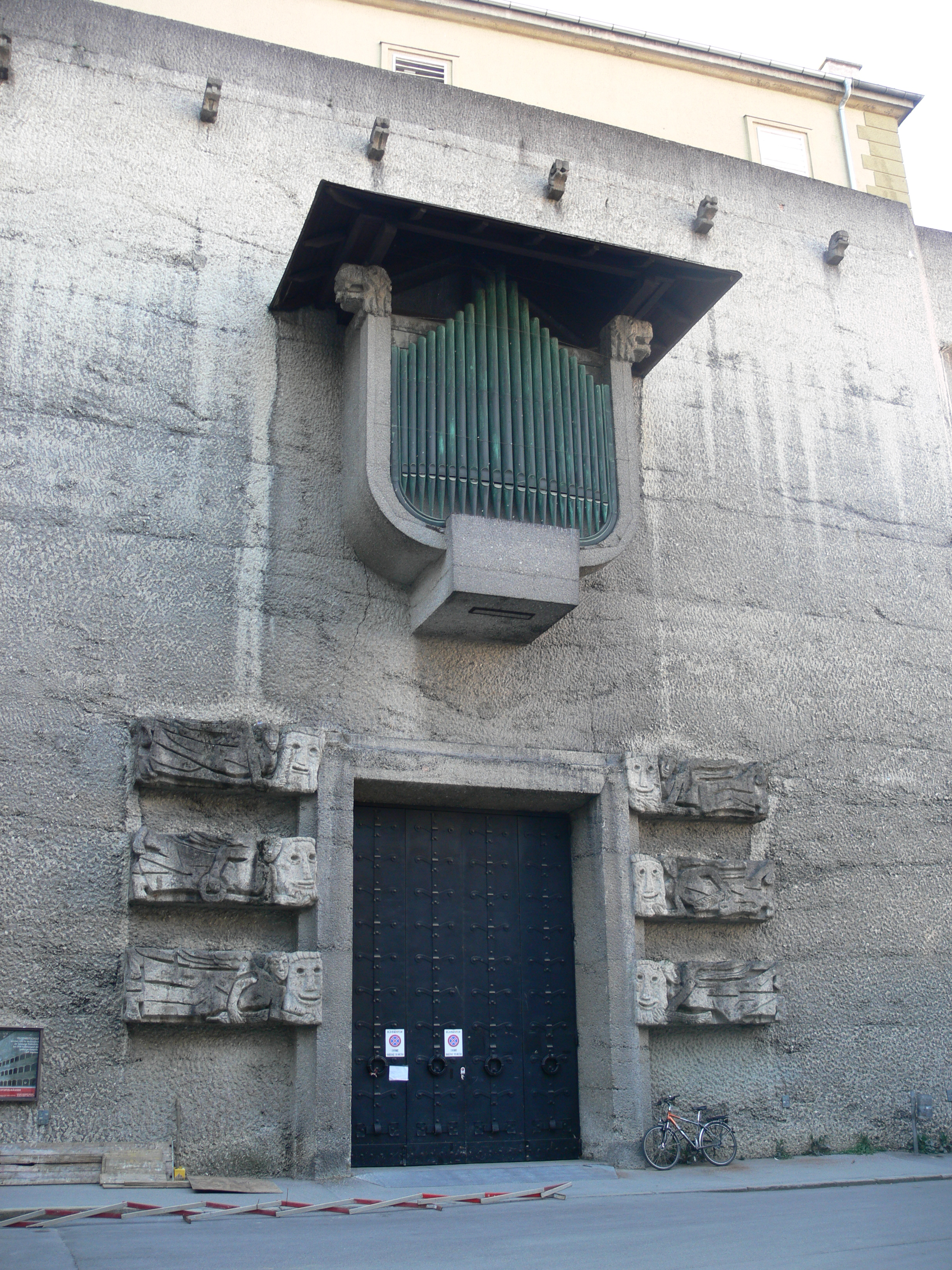
A kültéri orgona

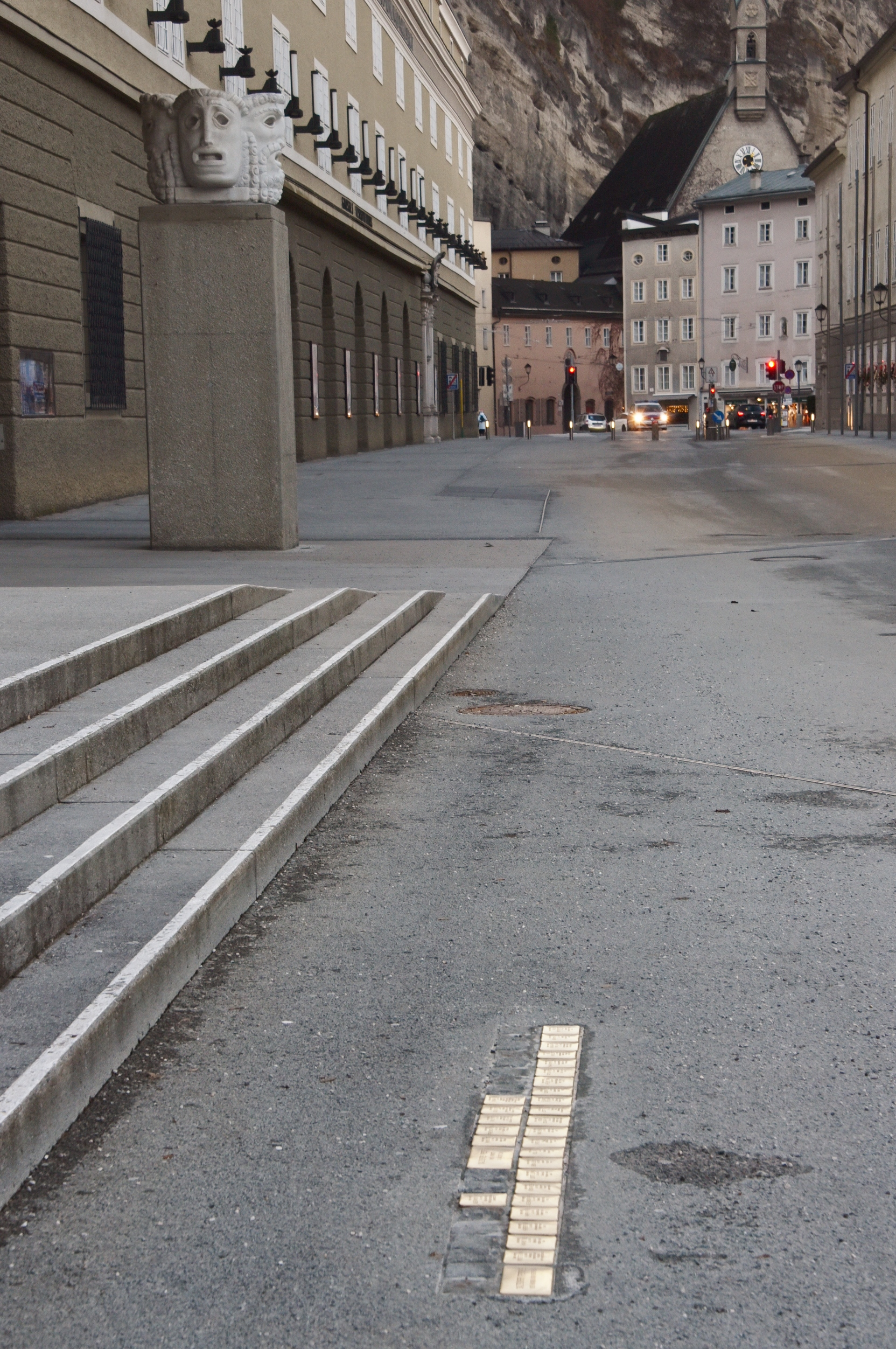
Gunter Demnig 2020-ban a Mozart-ház elé fektetett botlatókövei

A Mozart-ház különlegessége a kültéri orgona, a Toscaninihof felé nyíló orgonaépületen. 1925-ben a Zene Háza kapott egy nagy orgonát, amelyet az épület felújításakor 58 regiszteresre bővítettek. A harmadik manuált Max Dreher alakította át külső orgonává 1938-ban. A hangszert 1962-től leállították, és többé-kevésbé feledésbe merült, mígnem 2009-ben formálisan újra felfedezték, és hallható, mióta Wolfgang Bodem orgonaépítő restaurálta és részben rekonstruálta. A kúpládás trakturájú hangszer 18 regiszterrel rendelkezik egy manuálon és a pedálon. A játszóasztal és a regisztertraktúra elektromos kivitelűek.
| Manuálmű C–a3 |                 |         |
| 1.            | Hornprincipal   | 16′     |
| 2.            | Doppelflöte     | 08′     |
| 3.            | Zartgedackt     | 08′     |
| 4.            | Unda maris      | 08′     |
| 5.            | Principal       | 04′     |
| 6.            | Schweizerpfeife | 04′     |
| 7.            | Flautino        | 02′     |
| 8.            | Larigot         | 01 1/3′ |

| (Manuálmű folytatása) |                |     |
| 9.                    | Sifflöte       | 01′ |
| 10.                   | Sesquialter II |     |
| 11.                   | Mixtur III     | 02′ |
| 12.                   | Rankett        | 16′ |
| 13.                   | Feldtrompete   | 08′ |
| 14.                   | Vox humana     | 08′ |
| 15.                   | Clairon        | 08′ |

| Pedálmű C–f1 |             |     |
| 19.          | Violon      | 16′ |
| 19.          | Bourdonbass | 16′ |
| 20.          | Flötenbass  | 08′ |

## Érdekességek
A ház homlokzata az Edelhotel Nouveau Rothschildként szolgált a Kéjjel-nappal című amerikai akciófilmben Cameron Diazzal és Tom Cruise-zal. A Holzmeisterstiege (amely az orgona mellett vezet fel a hegyre) a Két Lotti (2017) című film forgatási helyszíne volt.

## Fordítás
- Ez a szócikk részben vagy egészben  a   Haus für Mozart című német Wikipédia-szócikk ezen változatának fordításán alapul.  Az eredeti cikk szerkesztőit annak laptörténete sorolja fel. Ez a jelzés csupán a megfogalmazás eredetét és a szerzői jogokat jelzi, nem szolgál a cikkben szereplő információk forrásmegjelöléseként.